# Episodi di Studio 60 on the Sunset Strip
Questa voce contiene riassunti, dettagli e crediti dei registi e degli sceneggiatori della prima e unica stagione della serie TV Studio 60 on the Sunset Strip.
La stagione, composta da 22 episodi, è stata trasmessa negli Stati Uniti dal 18 settembre 2006 al 28 giugno 2007, sulla rete televisiva NBC. In Italia, la prima e unica stagione è stata trasmessa in prima visione assoluta dal 13 novembre 2008 al 29 gennaio 2009, in prima serata su Joi, canale pay della piattaforma Mediaset Premium.
In chiaro è stata proposta in prima serata a partire dal 28 aprile 2009 al 7 luglio 2009 dal canale satellitare RED TV e ogni appuntamento era accompagnato da una breve introduzione curata da Guia Soncini. Successivamente è stata proposta dal 13 luglio 2009 al 29 luglio 2009, a tarda notte su Italia 1.
| nº | Titolo originale             | Titolo italiano                  | Prima TV USA      | Prima TV Italia  |
| -- | ---------------------------- | -------------------------------- | ----------------- | ---------------- |
| 1  | Pilot                        | Il ritorno di Matt e Danny       | 18 settembre 2006 | 13 novembre 2008 |
| 2  | The Cold Open                | Costruire lo show                | 25 settembre 2006 | 13 novembre 2008 |
| 3  | The Focus Group              | Maledetti sondaggi               | 2 ottobre 2006    | 20 novembre 2008 |
| 4  | The West Coast Delay         | Il plagio                        | 9 ottobre 2006    | 20 novembre 2008 |
| 5  | The Long Lead Story          | Una storia da copertina          | 16 ottobre 2006   | 27 novembre 2008 |
| 6  | The Wrap Party               | L'After Party                    | 23 ottobre 2006   | 27 novembre 2008 |
| 7  | Nevada Day - Part I          | Il giorno del Nevada - Parte I   | 6 novembre 2006   | 4 dicembre 2008  |
| 8  | Nevada Day - Part II         | Il giorno del Nevada - Parte II  | 13 novembre 2006  | 4 dicembre 2008  |
| 9  | The Option Period            | Il periodo delle alternative     | 20 novembre 2006  | 11 dicembre 2008 |
| 10 | B-12                         | Bebè in arrivo                   | 27 novembre 2006  | 11 dicembre 2008 |
| 11 | The Christmas Show           | Lo special di Natale             | 4 dicembre 2006   | 18 dicembre 2008 |
| 12 | Monday                       | Dopo le feste                    | 22 gennaio 2007   | 18 dicembre 2008 |
| 13 | The Harriet Dinner - Part I  | La cena di Harriet - Parte I     | 29 gennaio 2007   | 1º gennaio 2009  |
| 14 | The Harriet Dinner - Part II | La cena di Harriet - Parte II    | 5 febbraio 2007   | 1º gennaio 2009  |
| 15 | The Friday Night Slaughter   | Il massacro del venerdì          | 12 febbraio 2007  | 8 gennaio 2009   |
| 16 | 4AM Miracle                  | Il miracolo delle 4 del mattino  | 19 febbraio 2007  | 8 gennaio 2009   |
| 17 | The Disaster Show            | Il grande disastro               | 24 maggio 2007    | 15 gennaio 2009  |
| 18 | Breaking News                | Edizione straordinaria           | 31 maggio 2007    | 15 gennaio 2009  |
| 19 | K&R - Part I                 | Rapimento e riscatto - Parte I   | 7 giugno 2007     | 22 gennaio 2009  |
| 20 | K&R - Part II                | Rapimento e riscatto - Parte II  | 14 giugno 2007    | 22 gennaio 2009  |
| 21 | K&R - Part III               | Rapimento e riscatto - Parte III | 21 giugno 2007    | 29 gennaio 2009  |
| 22 | What Kind of Day Has It Been | La notte più lunga               | 28 giugno 2007    | 29 gennaio 2009  |

## Il ritorno di Matt e Danny
- Titolo originale: Pilot
- Diretto da: Thomas Schlamme
- Scritto da: Aaron Sorkin

### Trama
Un venerdì sera. Wes Mandell, creatore ed executive producer del ventennale show Studio 60 on the Sunset Strip, programma di punta della NBS (National Broadcasting System), dopo essere stato costretto a tagliare uno sketch di carattere religioso (Crazy Christians) dal funzionario della commissione a difesa della moralità ed etica del network, esasperato da quest'ennesima interferenza nel proprio lavoro perde completamente il controllo di sé e interrompe lo show in diretta, invitando i telespettatori a cambiare canale e sproloquiando a ruota libera per quasi un minuto sulla decadenza della società e della televisione (il telecomando come droga, lo show una volta all'avanguardia della satira politica e sociale ora lobotomizzato), prima che il regista interrompa la trasmissione.
Proprio mentre tutto questo sta avvenendo, si sta svolgendo un raffinato party di benvenuto per Jordan MacDeere, nominata nuovo presidente della NBS, al quale sono presenti Wilson White, presidente della Tunney Mediagroup, di cui la NBS fa parte, e Jack Rudolph, chairman del network. Immediatamente avvertita di quanto appena successo, Jordan è costretta ad affrontare questa situazione di crisi, ancor prima che il suo lavoro cominci ufficialmente, lunedì.
Nel frattempo, alla cerimonia di premiazione dei Writers Guild Awards, Matt Albie riceve il premio per la migliore sceneggiatura per un film diretto dall'amico Danny Tripp. I due quattro anni prima avevano dovuto lasciare lo Studio 60 perché nel critico periodo post-11 settembre non erano apparsi abbastanza patriottici, troppo critici verso la politica del governo. Ed è proprio a loro che Jordan si rivolge ora per dare inizio ad un nuovo corso dello show.
Jordan sa di poter contare su Danny perché è venuta a conoscenza del fatto che lui ha fallito un test medico per l'assicurazione (positività alla cocaina, un singolo episodio dopo undici anni di impeccabile riabilitazione) e non potrà dirigere un nuovo film prima di 18 mesi, quindi un contratto di due anni come executive producer dello Studio 60 è la migliore opportunità lavorativa che possa avere. Matt, furioso per quello che ritiene a tutti gli effetti un ricatto, accetta comunque per amicizia di affiancarlo come executive producer e head writer, malgrado questo significhi per lui dover lavorare con Harriet Hayes, una delle star dello Studio 60, con la quale ha appena rotto una turbolenta relazione sentimentale.
Per conquistare la fiducia dei due, Jordan offre loro la massima libertà artistica e creativa, al punto da proporre di aprire il primo show della loro gestione proprio con lo sketch incriminato, che fra l'altro era stato scritto dallo stesso Matt, quattro anni prima.
- Altri interpreti: Edward Asner (Wilson White)
- Musiche: Under Pressure (David Bowie, Queen), Side 2 Side (Three 6 Mafia), California Love (Zapp), Faster Kill Pussycat (Paul Oakenfold e Brittany Murphy), Lush Life (John Coltrane), Hippo Walk (Mongo Santamaría).
- Lo show nello show: il presentatore ospite (guest host) è l'attrice Felicity Huffman, gli ospiti musicali (musical guest) sono i Three 6 Mafia.
- Riferimenti letterari, cinematografici e televisivi:
  - Il comportamento di Wes viene paragonato a quello del protagonista del film Quinto potere (Network) di Sidney Lumet, anche se non ne viene mai citato esplicitamente il titolo, ma solo l'autore, Paddy Chayefsky.
  - Nel corso del suo improvvisato monologo in diretta Wes cita come esempi della decadenza della televisione i reality show Fear Factor e The Apprentice.
  - Durante il party in onore di Jordan, vengono nominati entrambi i maggiori talk show serali,  The Tonight Show di Jay Leno e il Late Show with David Letterman.

## Costruire lo show
- Titolo originale: The Cold Open
- Diretto da: Thomas Schlamme
- Scritto da: Aaron Sorkin

### Trama
Trascorso il weekend dopo lo show interrotto, il lunedì viene tenuta una conferenza stampa durante la quale viene annunciata la sostituzione di Wes Mandell con Matt Albie e Danny Tripp. Benché non sia stato concordato, Danny decide di rivelare il problema del test medico fallito, per evitare che emerga più avanti come un vergognoso segreto. Fra la stampa, l'inviata della rivista religiosa Rapture solleva la questione dello sketch Crazy Christians e poi è lo stesso Jack Rudolph a sollevarla con Jordan, perché sta causando problemi con i network minori affiliati, che diffondono lo show in tutto il paese: alcuni di essi non sono disposti a trasmettere Studio 60 se non verrà tagliato per non offendere i cristiani. Jordan preferisce perdere loro piuttosto che venir meno alla promessa fatta a Matt e Danny.
Matt in cinque giorni deve riuscire a scrivere da solo novanta minuti di show, perché non vuole fare affidamento sugli head writers e co-producers Ricky Tahoe e Ron Oswald, direttamente coinvolti nella decadenza qualitativa dello Studio 60 negli ultimi anni, ma di cui non si può liberare a causa dei loro onerosi contratti. Reduce da un'operazione alla schiena, imbottito di farmaci, deve fronteggiare anche l'ostilità di Harriet, che si è sentita umiliata nello scoprire che lui frequenta o ha frequentato in passato un'altra attrice del cast, Jeannie Whatley.
Convinto che il successo dello show stia tutto in una grande apertura ("the cold open"), Matt decide di aprire con un grande numero musicale, Model of a Modern Network TV Show, con orchestra filarmonica e coro in scena, che si riallacci al glorioso passato del mondo dello spettacolo e funga da dichiarazione di intenti e di principio per un nuovo show di grande qualità.
- Altri interpreti: Amir Talai (Fred)
- Musiche:
- Lo show nello show: viene citato, ma non appare, come presentatore-ospite l'attore Mark Wahlberg, vengono citati come ospiti musicali poi indisponibili per problemi di salute i The White Stripes, sostituiti dalla West Coast Philharmonic Orchestra e dal Los Angeles Light Opera Chorus.
- Riferimenti letterari, cinematografici e televisivi:
  - Simon sostiene da essere stato battuto da Jamie Foxx per il ruolo da protagonista nel film Ogni maledetta domenica di Oliver Stone.
  - Il numero musicale Model of a Modern Network TV Show è una parodia della canzone I am the very model of a modern major general dell'opera comica The Pirates of Penzance di Gilbert e Sullivan.

## Maledetti sondaggi
- Titolo originale: The Focus Group
- Diretto da: Chris Misiano
- Scritto da: Aaron Sorkin

### Trama
Il primo show di Matt e Danny ha un ottimo successo, un gradimento dell'88%, ma la diffusione dei risultati dei focus groups ai diretti interessati, una pratica consolidata contro la quale Jordan non riesce a opporsi, crea diversi malumori. Matt è disturbato da una domanda sul patriottismo dello show, che ha dato un esito di 50/50, Jeannie è delusa dall'insuccesso del suo unico sketch, sulla commedia dell'arte, forse troppo colto per il grande pubblico. Danny si chiede inevitabilmente quanto pubblico vada mantenuto con il secondo spettacolo, per non avere problemi con il network.
Il clima sereno di meritata soddisfazione per il successo è rovinato anche dalla rivelazione, sui giornali scandalistici, che Jordan otto anni prima è stata fermata per guida in stato di ebbrezza. Al di là del singolo episodio imbarazzante del passato, ciò che è veramente sgradevole è che il fatto sia stato rivelato da Ryan Mulrooney, l'ex marito, sposato solo per pochi mesi quand'aveva 25 anni, intenzionato a pubblicare la storia del loro matrimonio, per approfittare della sua notorietà come pezzo grosso dell'industria dell'intrattenimento.
Al tradizionale after-party di venerdì notte scoprono tutti con sollievo che il successo del secondo show è andato al di là delle aspettative: non solo non è stato perso pubblico, ma è salito al 109% di quello dello show precedente, raggiungendo il miglior risultato dello Studio 60 negli ultimi 14 anni. Matt e Danny sono consapevoli che di qui in avanti sarà sempre più dura.
Matt intuisce anche che la sgradevole domanda sul patriottismo è stata inserita di proposito da Danny per stimolarlo ad essere più libero e spregiudicato nella scrittura, invece di essere rigorosamente controllato per il timore che si ripeta quanto accaduto quattro anni prima.
Lo sketch di Jeannie guadagna qualche apprezzamento nei focus groups, facendo vincere a Matt una scommessa che l'attrice è ben lieta di perdere.
- Musiche: Will You Love Me Tomorrow (Dave Mason).
- Lo show nello show: il presentatore ospite è il regista Rob Reiner, l'ospite musicale è Gwen Stefani (solo citata, non presente nell'episodio).
- Riferimenti letterari, cinematografici e televisivi: vengono nominate le serie televisive Happy Days, Seinfeld, Arcibaldo, Hill Street Blues, E.R. - Medici in prima linea.

## Il plagio
- Titolo originale: The West Coast Delay
- Diretto da: Timothy Busfield
- Scritto da: Mark Goffman e Aaron Sorkin

### Trama
L'autorevole giornalista Martha O'Dell, editorialista politica liberal due volte premio Pulitzer, è intenzionata a scrivere un articolo di copertina per la rivista Vanity Fair sul nuovo corso dello Studio 60 e Jordan, attirata dall'opportunità di ottenere una così preziosa pubblicità gratuita a livello nazionale, le concede libero accesso allo studio e a chiunque vi lavori, da Matt e Danny all'ultimo dei tecnici.
Harriet regala a Matt una mazza da baseball ricevuta dal giocatore professionista dei Los Angeles Dodgers, Darren Wells, ma lui si accorge che vi è stato scritto il numero di telefono dello sportivo e non crede affatto che Harriet, come lei sostiene, abbia fatto un errore in buona fede, ma abbia invece voluto provocarlo di proposito riguardo alle sue nuove frequentazioni. Mal consigliato da Tom Jeter, reduce da una delusione sentimentale, Matt chiede uno stivale autografato alla sua amica Wendy, componente del gruppo di ballerine sexy Bombshell Babes, ma capisce per tempo che si tratta di una vendetta patetica e non la porta a compimento.
Convinto da Danny che non può scrivere da solo ogni settimana un intero show di un'ora e mezza, Matt accetta di inserire uno sketch scritto da un autore dello staff diretto da Rick e Ron, ma si rivela una pessima idea: terminata la diretta dello show, si scopre in Rete che il pezzo è stato plagiato. Per rimediare almeno in parte allo spiacevole accaduto, viene fatto un intervento in diretta, con rischioso tempismo, nella trasmissione dello show registrato per la West Coast, per ammettere l'errore e attribuire il giusto credito al vero autore, ma anche questo si rivela essere un errore, perché il presunto autore ammette di avere a sua volta copiato da un collega che ha scritto lo sketch in questione proprio quando lavorava per Studio 60, quindi non sussiste alcun pericolo di accusa di plagio.
- Altri interpreti: Amir Talai (Fred)
- Musiche:
- Lo show nello show:
- Riferimenti letterari, cinematografici e televisivi:

## Una storia da copertina
- Titolo originale: The Long Lead Story
- Diretto da: David Petrarca
- Scritto da: Aaron Sorkin e Dana Calvo

### Trama
La giornalista Martha O'Dell è rimasta un'intera settimana a contatto con autori, attori e tecnici dello Studio 60, per scrivere il previsto articolo sullo show, ed ha finito per interessarsi soprattutto alla relazione tira-e-molla tra Matt e Harriet. È rimasta colpita in modo particolare dal fatto che Matt fosse nello staff di autori dello Studio 60 già da due anni, senza farsi notare, prima che proprio in coincidenza con l'arrivo di Harriet il suo talento cominciasse ad emergere, come se finalmente avesse trovato la giusta ispirazione.
Con abilità, Martha riesce a farsi raccontare da Harriet della sua infanzia, di come siano nati tanto la sua passione per la commedia quanto la sua fede cristiana, ma non riesce a sapere nulla della relazione con Matt.
Jordan non solo rifiuta di acquistare per il network un reality show trash di sicuro successo commerciale, ma si impegna per portare alla NBS il progetto del giovane e brillante Trevor Laughlin, Nations, sull'attività dell'Organizzazione delle Nazioni Unite, probabilmente più adatto per una rete come la HBO. Danny, riconoscendo la correttezza e il sostegno dimostrati finora da Jordan nei confronti di Studio 60 e apprezzando la sua scelta di rinunciare al lucroso ma svilente reality show, mette in gioco la propria autorevolezza per convincere Laughlin a firmare per la NBS.
- Altri interpreti: Christine Lahti (Martha O'Dell)
- Musiche: Come again e Fields of Gold (Sting), Keep It Loose, Keep It Tight (Amos Lee)
- Lo show nello show: il presentatore ospite è l'attrice Lauren Graham, l'ospite musicale è Sting.
- Riferimenti letterari, cinematografici e televisivi:

## L'After Party
- Titolo originale: The Wrap Party
- Diretto da: David Semel
- Scritto da: Aaron Sorkin, Melissa Myers e Amy Turner

### Trama
Al termine dello show, Tom Jeter guida in visita nello studio i suoi genitori, che appaiono però scarsamente interessati ai suoi artificiosamente entusiasti racconti sul proprio lavoro e sulla gloriosa storia del Teatro Addison che ospita le trasmissioni dello Studio 60. Su questo freddo e imbarazzato incontro di famiglia grava il peso di un'assenza, quella dell'altro figlio, Mark, soldato in missione in Afghanistan.
Danny fallisce malamente nel liberare Matt dal pensiero costante di Harriet facendolo incontrare all'after-party con tre giovani donne, attraenti ma incapaci di capire cosa faccia l'autore dello show.
Simon, che sente il bisogno del supporto di un autore di colore allo Studio 60, costringe Matt ad accompagnarlo ad un locale di cabaret per vedere l'esibizione di Willy Wilz, che si rivela però un'imbarazzante delusione: il suo numero è costruito interamente sui peggiori stereotipi razziali. Matt viene invece colpito dalla performance stentata e mal accolta dal pubblico, ma piena di potenzialità, del giovane Darius Hawthorne, cresciuto come Simon nel quartiere losangelino di South Central, e lo assume immediatamente.
Cal tenta di scoprire l'identità di un anziano che si aggira dietro le quinte del teatro, forse affetto da alzheimer, per farlo riaccompagnare a casa. Si tratta di Eli Weintraub, veterano della seconda guerra mondiale, giovane autore che ebbe solo uno sketch in onda prima di avere la carriera distrutta dal maccartismo. Cal, Matt e Danny ne ascoltano con rispetto reverenziale i ricordi.
- Altri interpreti: Eli Wallach (Eli Weinraub)
- Musiche:
- Lo show nello show: continua dall'episodio precedente
- Riferimenti letterari, cinematografici e televisivi:

## Il giorno del Nevada - Parte I
- Titolo originale: Nevada Day - Part I
- Diretto da: Timothy Busfield, Lesli Linka Glatter
- Scritto da: Aaron Sorkin e Mark McKinney

### Trama
La prudente risposta di Harriet ad una provocatoria domanda sul tema dei matrimoni gay dà inizio ad un'imprevedibile concatenazione di eventi che porta Tom Jeter a ritrovarsi a poche ore dalla diretta dello show in stato d'arresto, nella sperduta Pahrump, Nevada, in abito di scena da Gesù Cristo. In suo soccorso arriva un bizzarro gruppo, formato da Danny, Simon, Jack Rudolph, il magnate cinese Zhang Tao e sua figlia Kim.
Tutto è iniziato quando Tom, per difendere Harriet dall'approccio minaccioso di tre uomini gay offesi dalla presunta omofobia dell'attrice, ne ha spintonato uno, ricavandone un'accusa di aggressione. Tom viene prelevato dallo studio durante le prove e portato non alla più vicina stazione di polizia, ma addirittura in un altro Stato, il Nevada, perché là ha in sospeso un reato precedente (un banale eccesso di velocità).
Danny lo raggiunge a Pahrump, in quanto produttore dello show e responsabile principale del suo regolare svolgimento. Simon lo accompagna perché ha involontariamente aggravato la situazione di Tom (al momento dell'arresto, quando gli ha offerto la propria giacca per coprire la leggera tunica che costituiva l'abito di scena, non si è ricordato di avere in tasca una canna) e vuole prendersene la responsabilità. Jack Rudolph è stato incaricato da Wilson White di prendersi cura di Zhang Tao, con il quale la Tunney Mediagroup di cui il network fa parte sta per realizzare una fusione societaria da miliardi di dollari, il che significa esaudire il desiderio della figlia Kim, prodigio della viola che sta per entrare alla Juilliard School di New York, di incontrare proprio Tom Jeter, di cui è un'accanita fan.
A complicare ulteriormente la situazione, l'ultimo venerdì di ottobre è il Nevada Day, festa nazionale dello Stato, durante il quale gli uffici statali sono chiusi, e Jack Rudolph è costretto a sfruttare tutte le proprie conoscenze per riuscire ad avere un giudice al lavoro in questo giorno festivo. Ma il giudice Bebe, già irritato per essere stato richiamato mentre era a pesca, è tutt'altro che ben disposto nei confronti di quei presuntuosi liberal di Hollywood che si guadagnano da vivere prendendo in giro quella parte d'America di cui lui fa orgogliosamente parte.
- Altri interpreti: John Goodman (giudice Robert Bebe), Edward Asner (Wilson White)
- Musiche:
- Lo show nello show: il presentatore ospite ed insieme ospite musicale è Jessica Simpson (solo citata, non presente nell'episodio).
- Riferimenti letterari, cinematografici e televisivi:

## Il giorno del Nevada - Parte II
- Titolo originale: Nevada Day - Part II
- Diretto da: Timothy Busfield
- Scritto da: Aaron Sorkin, David Handelman e Cinque Henderson

### Trama
Mentre Danny, Jack e gli altri sono bloccati a Parahmp per tentare di tener fuori di prigione Tom e tornare a Los Angeles prima della diretta dello show, allo Studio 60 Matt è costretto a fare le veci del produttore e a ripensare l'intero spettacolo senza due dei suoi interpreti principali, Tom e Simon.
Ma il suo lavoro è complicato anche dal riaccendersi della solita discussione con Harriet, di cui dopo tanti anni continua a non capire come possa conciliare una spiccata intelligenza con una sincera fede religiosa, e dalla ritrosia dell'attore-spalla Dylan a sostituire Simon accanto ad Harriet in uno degli spazi più importanti dello show, il telegiornale satirico News 60, nel quale sarebbe costretto a interpretare se stesso, al naturale, invece di nascondersi dietro un personaggio. E ci si mette anche Jordan, che chiede ad Harriet di rinunciare per qualche tempo alle sue esibizioni musicali con il gruppo religioso Women United Through Faith, per calmare le acque sulla questione della sua presunta omofobia.
Intanto, a Pahrump, Tom non fa nulla per difendersi dall'accusa e ignora i pressanti inviti di Simon a spiegare il motivo che potrebbe discolparlo almeno in parte. Ma il giudice Bebe dimostra di possedere una mente fine, dietro ai modi rozzi, e arriva da solo a scoprire che Tom ha violato il limite di velocità per raggiungere il fratello Mark, di stanza alla vicina base militare, obiettivo di una manifestazione di protesta, e che ora non vuole coinvolgerlo in sua difesa, perché prossimo a partire nuovamente per l'Afghanistan. Sensibile all'aspetto patriottico assunto dalla questione, lascia cadere ogni accusa e permette che il variopinto gruppo ritorni a Los Angeles in tempo perché Tom e Simon possano partecipare allo show.
- Altri interpreti: John Goodman (giudice Robert Bebe)
- Musiche: Ties Of Love (Carla Hassett)
- Lo show nello show: continua dall'episodio precedente
- Riferimenti letterari, cinematografici e televisivi: Danny descrive la situazione a Parahmp citando il film postapocalittico Mad Max - Oltre la sfera del tuono e la serie televisiva Walker Texas Ranger.

## Il periodo delle alternative
- Titolo originale: The Option Period
- Diretto da: John Fortenberry
- Scritto da: Aaron Sorkin, Christina Kiang Booth e Mark Goffman

### Trama
Al termine della diretta dello show, durato meno del previsto, Cal e Matt sono insoddisfatti di com'è andata e scoprono che il grave errore è colpa di Rick e Ron, che hanno scritto lo show su un formato di sceneggiatura diverso dal consueto, rivelando così che sono impegnati nell'adattare in una serie televisiva per un network concorrente uno sketch minore di Studio 60, Peripheral Vision Man, i cui diritti scadono a mezzanotte. Matt è combattuto su come comportarsi: convinto che quel personaggio sia debole e non possa avere successo, non vuole che possa essere associato allo Studio 60 e al proprio nome e tenta di convincerli a lasciar perdere, ma Rick lo accusa di essere arrogante e accondiscendente; non vorrebbe concedere nulla ai responsabili della decadenza dello show negli ultimi anni, ma sa anche di averli umiliati e puniti a sufficienza in quelle ultime settimane. Alla fine decide di lasciarli andare senza opporsi, ma scopre che i due hanno intenzione di portare con sé l'intero staff di scrittori (ad eccezione degli ultimi arrivati, gli inesperti Lucy e Darius), che lui ha completamente trascurato durante la sua gestione solitaria dello show.
Harriet, convinta di aver perso la parte in un film perché non considerata sexy, decide di fare un servizio fotografico in lingerie, ma Tom e Simon tentano inutilmente di dissuaderla, spiegandole che si vuole solo strumentalizzare la sua immagine di cristiana devota. È però una breve conversazione con Matt a convincerla ad abbandonare quell'idea infelice. Intanto, il gruppo Women United Through Faith la esclude dalle proprie esibizioni musicali, perché non si è espressa in modo abbastanza netto contro l'omosessualità, esattamente il motivo opposto per cui Jordan le aveva chiesto di rinunciarvi.
In vista della prossima fusione societaria con il partner cinese, il network deve ridurre le spese e Jordan chiede a Danny di licenziare 15 dipendenti oppure di aumentare gli introiti pubblicitari attraverso il product placement. Danny sostiene che lo show produca già sufficienti utili (oltre venti milioni di dollari a stagione) e che non possa rischiare di svendere la propria credibilità, ma l'ingegnoso Cal riesce a trovare la soluzione soddisfacente per entrambi: il vero Sunset Strip di Los Angeles non è altro che una successione di cartelloni pubblicitari e può essere il modello ideale per uno scenografia bella (pura iconografia all american), rispettosa dello spirito dello show e insieme economicamente proficua.
- Musiche:
- Lo show nello show: continua dall'episodio precedente
- Riferimenti letterari, cinematografici e televisivi:

## Bebè in arrivo
- Titolo originale: B-12
- Diretto da: Bryan Gordon
- Scritto da: Eli Attie e Aaron Sorkin

### Trama
Un'epidemia di influenza mette in seria difficoltà la produzione dello Studio 60, falcidiando tanto il cast che lo staff tecnico, e la sera della diretta dietro le quinte vengono tutti sottoposti a massicce iniezioni di B12 per non farsi sopraffare dal malessere.
Matt chiama in aiuto un vecchio collega, Andy Mackinaw, per fare da tutor agli inesperti Lucy e Darius, gli unici scrittori rimasti a sua disposizione dopo la defezione dell'intero staff guidato da Rick e Ron. Durante tutta la settimana, Andy sprona al massimo i due novellini, ma si rende conto che non sono abbastanza sotto pressione, quindi li sottopone ad un'esperienza dura, ma istruttiva: permette loro di presentare alle prove uno sketch che lui non considera ancora all'altezza; assistere al pessimo risultato li imbarazza, ma li stimola anche a riscrivere nuovamente il pezzo comico fino a renderlo almeno accettabile per essere inserito nello show. Ma, a diretta in corso, Matt è costretto a tagliarlo perché reso impresentabile dalla somiglianza con un caso di cronaca nera che proprio in quei minuti ha avuto un esito tragico (un sequestro concluso con un suicidio-omicidio) e a sostituirlo con un altro, improvvisato, di pura comicità fisica, a base di sputi!
Harriet va giustamente fiera di un riconoscimento per il quale è stato organizzato un banchetto in suo onore, ma è frustrata dalla constatazione di essere completamente negata per raccontare una qualsiasi, semplice barzelletta.
Jordan si arrende infine ai pressanti inviti di Jack e Danny per imbastire una campagna stampa positiva mirata a migliorare la propria immagine e scongiurare il concreto rischio di licenziamento. Concede un'intervista a Time Magazine, ma l'incontro con il giornalista è disastroso, perché lei si esprime con una schiettezza addirittura autolesionista, finendo per insultare l'interlocutore. Il suo comportamento apparentemente irrazionale ha una giustificazione che si rivela la sera, quando si reca allo Studio 60, ha un malore ed è costretta a rivelare a Danny, convinto si tratti di influenza, di essere incinta, per impedirgli di farle un'iniezione di B12, sconsigliata alle donne nel suo stato.
- Altri interpreti: Christine Lahti (Martha O'Dell)
- Musiche: Like a Star e Trouble Sleeping (Corinne Bailey Rae)
- Lo show nello show: il presentatore ospite è Howie Mandel, l'ospite musicale è Corinne Bailey Rae.
- Riferimenti letterari, cinematografici e televisivi:

## Lo special di Natale
- Titolo originale: The Christmas Show
- Diretto da: Dan Attias
- Scritto da: Aaron Sorkin, Christina Kiang Booth e Cinque Henderson

### Trama
Si avvicina il Natale e Matt, pur essendo ebreo, è deciso ad allestire uno show natalizio, cosa che il suo cinico predecessore Wes non aveva mai voluto fare. L'unico a condividerne lo spirito natalizio è il regista, Cal, mentre autori e attori non appaiono affatto stimolati all'idea e mettono in discussione le origini stesse delle tradizioni natalizie.
Ci si mette pure un piccolo terremoto che rende inagibile il magazzino con i materiali di scena e costringe ad arrangiarsi (noci di cocco usate per creare la neve).
Danny, dopo aver accompagnato Jordan in ospedale per gli esami di controllo (e aver scoperto che il padre del nascituro è la stessa persona che le ha rivelato il suo fallimento al test anti-droga, dandole lo strumento per convincerlo a tornare allo Studio 60) e aver chiarito i propri sentimenti nei suoi confronti, le confessa di essersi innamorato di lei.
Ed è proprio lui a dare allo show lo spirito ricercato dall'amico. Quando scopre che molti musicisti degli show televisivi realizzati in città si stanno dando malati per essere sostituiti almeno nel periodo natalizio da musicisti di New Orleans, che hanno bisogno di lavorare dopo essere rimasti senza casa e lavoro dopo che la città è stata investita dall'uragano Katrina, decide di sostituire l'intera orchestra con musicisti della città della Louisiana e di mettere al centro dello show un numero musicale in onore di New Orleans.
La Commissione Federale per le Comunicazioni (FCC) vuole comminare una pesantissima multa al network perché, durante un collegamento in diretta del telegiornale con l'Afghanistan, a causa di un improvviso attacco nemico un soldato si è lasciato scappare un'imprecazione la cui trasmissione è assolutamente vietata. Jack non è affatto disposto a cedere ad una decisione così assurda e preferirebbe rassegnare le dimissioni, ma Wilson White si dichiara d'accordo con lui e sostiene di non riconoscere alcun'autorità alla commissione e di volersi rivolgere alla corte federale.
Luke Scott, in passato autore di Studio 60, propone ad Harriet il ruolo di Anita Pallenberg in un film su Keith Richards da lui diretto. Matt la sostiene completamente, perché è una grande occasione per la sua carriera, ma è anche convinto che Luke voglia iniziare una relazione con lei e quando Harriet glielo chiede direttamente, Luke ammette che il suo interesse per lei non è solo professionale.
Matt, durante una pausa della diretta dello show bacia appassionatamente Harriet, lasciandola completamente disorientata.
- Musiche: Oh Holy Night
- Lo show nello show: il presentatore ospite non è nominato, la performance musicale è eseguita da una band della Tipitina's Foundation
- Riferimenti letterari, cinematografici e televisivi:

## Dopo le feste
- Titolo originale: Monday
- Diretto da: Lawrence Trilling
- Scritto da: Aaron Sorkin, Dana Calvo e David Handelman

### Trama
Trascorsa la pausa natalizia, rientrano tutti per preparare il primo show del nuovo anno.
Danny, dopo aver dichiarato il proprio amore a Jordan e aver inutilmente tentato durante le vacanze di rimanere in contatto con lei, che se n'è andata lontano, ai Caraibi, arriva a far spedire alla donna raccomandazioni da parte dei suoi amici celebri.
Jordan, già in difficoltà per il rapporto conflittuale con Hallie Galloway, l'ambiziosa neo-assunta vicepresidente della programmazione alternativa (i reality show, un tipo di televisione che disprezza ma di cui non può ignorare il successo), da cui si sente giustamente minacciata, chiede a Danny di mettere fine al suo insistente corteggiamento, perché imbarazzante e fuori luogo, per tempi e modi, ma lui replica che non ha alcuna intenzione di rinunciare.
Harriet mette in palio ad un'asta on line la sua compagnia ad una cena di beneficenza delle Women United Through Faith per incoraggiare l'astinenza sessuale.
Matt, convinto che Luke stia partecipando all'asta, entra in competizione con il rivale per pura gelosia, pur detestando le idee di quel gruppo religioso (per principio offre altrettanti soldi ad un gruppo di posizioni diametralmente opposte).
Mentre Tom chiede finalmente a Lucy di uscire insieme, Simon si scontra duramente con Darius, a cui rinfaccia la mancanza di gratitudine per averlo assunto allo Studio 60, dimostrata dal non aver voluto collaborare con lui nello scrivere uno sketch di carattere razziale.
Wilson White durante una seduta del consiglio di amministrazione della Tunney Mediagroup sostiene la decisione di Jack Rudolph di non pagare la multa milionaria comminata dalla commissione federale delle comunicazioni, ma il consiglio vota una mozione per rimuovere lo stesso White, perché l'imminente fusione societaria è troppo importante per metterla a rischio. Wilson sospende la seduta per trovare una soluzione e Jack decide di chiedere il sostegno di Zhang Tao, per la cui collaborazione ha un ruolo essenziale la figlia Kim, che vorrebbe lasciare gli studi musicali per dedicarsi alla recitazione, come il suo idolo Tom.
- Altri interpreti: Edward Asner (Wilson White)
- Musiche:
- Lo show nello show: in un promo dello show appare come presentatore ospite l'attore Masi Oka e viene solo citato come ospite musicale John Legend.
- Riferimenti letterari, cinematografici e televisivi:

## La cena di Harriet - Parte I
- Titolo originale: The Harriet Dinner - Part I
- Diretto da: Timothy Busfield
- Scritto da: Aaron Sorkin e Eli Attie

### Trama
Lunedì notte. Jack va da Tom, vestito da grappolo d'uva per le prove, e gli dice che deve convincere Kim a proseguire con lo studio della viola, assecondando i desideri del padre. Aspirare alla carriera di comica le prospetterebbe una vita di stenti e sacrifici: il tutto giovedì sera alla cena in onore di Harriet. Salta così l'appuntamento che Tom aveva con Lucy, rinviato a sabato.
Danny riferisce a Matt che Jordan, dopo che le si è dichiarato, è apparsa imbarazzata ed irritata. Decide quindi di lasciarla in pace. Si scusa con Jordan per il suo atteggiamento ossessivo ed assillante e le assicura che non la corteggerà più. Entrambi però rimangono chiusi fuori sul tetto del teatro.
Cal è alle prese con la regia della parodia di un videogioco e ha bisogno di serpenti vivi sul set. Durante le riprese si accorgono però che una vipera è scappata. Cal autorizza a prendere un furetto per recuperare la vipera finita nei sotterranei, ma preferisce continuare a tenere nascosta la notizia a Danny e Matt. Ben presto la situazione si fa sempre più intricata: ora serve un coyote per prendere il furetto che ha preso il serpente.
La tensione tra Darius e Samuel per la mancata scrittura di uno sketch da parte del primo prosegue.
Luke è molto soddisfatto del lavoro si Harriet sul set del suo film e le chiede di cenare con lui, invitandola a non farsi condizionare da Matt, perché merita molto di più.
L'asta online per decidere chi accompagnerà Harriet alla cena di giovedì si conclude in pareggio. Harriet decide così di farsi accompagnare da entrambi i pretendenti: in questo modo l'associazione prenderà un doppio contributo. Alla cena Matt scopre con sorpresa che l'altro accompagnatore che ha vinto la serata con Harriet non è il Luke che pensava ma un giovane ragazzo, di nome Luke, fan di Guerre Stellari (da lì il nickname usato) famoso per essere uno snowboarder professionista. Harriet dice a Matt che è ossessionato da Luke, mentre Tom, seguendo le indicazioni di Jack, tenta a fatica di convincere Kim a non intraprendere l'attività recitativa. Alla cena arriva anche Lucy che scopre così che Tom le ha raccontato una bugia e vedendolo con un'altra ragazza ci rimane molto male. Harriet, infastidita dall'atteggiamento di Matt che non accetta che lei possa uscire con altre persone, gli comunica che tra loro è definitivamente finita.
- Musiche:
- Lo show nello show: continua dall'episodio precedente
- Riferimenti letterari, cinematografici e televisivi:

## La cena di Harriet - Parte II
- Titolo originale: The Harriet Dinner - Part II
- Diretto da: John Fortenberry
- Scritto da: Aaron Sorkin, Dana Calvo e Mark Goffman

### Trama
Viene fatto arrivare allo studio il coyote per recuperare il furetto che ha preso il serpente. Cal è sempre più agitato, anche perché sa che non può tenere a lungo nascosta la situazione: “Ho degli attori che torneranno fra un paio d'ore e uno zoo sotto il pavimento!” Tra l'altro è stata avvisata anche la protezione animali che puntualmente si presenta e chiede il conto salatissimo. Alla cena di Harriet, Kim si ubriaca di tequila e sviene. Jack decide di portarla allo studio per farla riprendere: non può consegnarla in quello stato a suo padre. Sul tetto, Jordan e Danny prima tentano invano di coinvolgere un barbone che dorme in un cassonetto affinché avvisi qualcuno per aprire loro la porta, poi si confrontano su tutto. Jordan rivela inattese doti di magia. Matt e Harriet continuano la loro accesa discussione. Quando Matt deve presentare Harriet per la premiazione fa una figuraccia, tra l'imbarazzo generale. Cal informa autori ed attori che lo studio non ha superato l'ispezione annuale per presenza di muffa. Simon e Darius hanno finalmente un chiarimento, così come Tom e Lucy. Il ragazzo infatti fa presente a Lucy che ha dovuto fare un favore al boss Jack Rudolph per non far saltare un importante affare per la NBS. Jack stesso ha chiamato i genitori di Kim e li ha fatti venire allo studio per portare via la figlia. Jack scopre che il padre di Kim capisce e parla benissimo l'inglese. Si permette di dargli un consiglio su come relazionarsi con la figlia. L'uomo dà l'ok per l'accordo. Cal apre la porta che dà sul tetto così che Jordan e Danny possono finalmente rientrare. Jordan scappa via. Danny trova un bigliettino di Jordan in cui la ragazza le rivela i sentimenti che prova per lui. La raggiunge nei parcheggi dove Jordan lo aspetta e la bacia appassionatamente. Jordan, felice, gli dice: “Te l'ho detto che so fare le magie.” Matt è distrutto per come ha rovinato la serata. L'amica Wendy lo riporta allo studio e gli consiglia di parlare con Harriet facendole presente che potrebbe essere un buon marito.
- Musiche:
- Lo show nello show: continua dall'episodio precedente
- Riferimenti letterari, cinematografici e televisivi:

## Il massacro del venerdì
- Titolo originale: The Friday Night Slaughter
- Diretto da: Thomas Schlamme
- Scritto da: Aaron Sorkin, Melissa Myers e Amy Turner

### Trama
Matt prende delle pasticche e ricorda i suoi inizi a Studio 60 ed il suo primo incontro con Harriet, appena entrata in trasmissione. Conosciutala e rimasto affascinato dalla ragazza, decide subito di voler scrivere qualcosa per lei. Il primo pezzo che le propone però ironizza sulla fede. Matt parte con il piede sbagliato, considerate le rigide posizioni di Harriet sull'argomento. Anche Luke Scott lavora a Studio 60 e a sua volta desidera creare un pezzo per Harriet. Il pezzo di Matt viene scartato, quello di Luke, invece, intitolato “L'insegnante di canto”, accettato. Harriet lavorerà con Luke. Matt ricorda che proprio quel giorno ha conosciuto anche Simon in attesa da 6 ore di un provino con Wes. E inoltre ricorda un certo Tim Batale che era stato licenziato da Wes perché scoperto con delle pasticche. Portava sempre la stessa camicia, i suoi pezzi erano puntualmente scartati, ma si era stabilito un sincero legame di affetto con quel ragazzo. Preso dai suoi mille pensieri, Matt non si accorge del fermento che c'è allo studio. Danny e Cal sono infatti in agitazione: mancano poche ore allo show e devono essere tagliati 28 minuti per restare nei tempi di trasmissione. Tom e Dylan assillano per tutta la serata Danny affinché non tagli il loro sketch “Conversione metrica”. Matt alla fine li accontenta e dice loro che lo sketch resterà. Decide anche di tagliare un suo pezzo per lasciar posto a “L'insegnante di canto” celebre sketch di Luke riarrangiato da Mike stesso. Matt va dalla cantante Diana Valdes, ospite musicale della trasmissione, e le chiede come faccia a lavorare quando è giù di morale. La donna si accorge che Matt è completamente sballato e gli dà altre pasticche. Jordan cerca invano di convincere telefonicamente la signora Dobson a far intervenire il nipote al programma creato da Hallie, un reality show sul perdono. La donna però è determinata, ha preso la sua decisione in Chiesa. Jordan capisce che non è una questione di soldi e dice ad Hallie di sostituire l'ospite previsto con l'istruttore di nuoto e la pornostar. Matt parla con Danny e gli riferisce che ha litigato con Harriet pesantemente. La loro storia si è chiusa in modo definitivo. Danny gli consiglia di insistere. Nel frattempo chiede ai suoi colleghi chi si ricordi di Tim Batale che lavorava a Studio 60 diversi anni prima, tra il 1998 e il 1999. Nessuno però si ricorda di quel ragazzo. Vedendo la foto del cast di quella stagione, Matt ha un colpo e si riconosce in Tim. Va nel suo studio e prende altre pillole. Forse aveva proprio ragione Diana Valdes quando gli ha detto che a volte ci si confonde e si pensa di aver vissuto cose che in realtà non sono mai accadute.
- Altri interpreti: Gina La Piana (Diana Valdes)
- Musiche:
- Lo show nello show: l'ospite musicale è per la prima volta, per fini narrativi, un personaggio immaginario, Diana Valdes.
- Riferimenti letterari, cinematografici e televisivi:

## Il miracolo delle 4 del mattino
- Titolo originale: 4AM Miracle
- Diretto da: Laura Innes
- Scritto da: Aaron Sorkin e Mark McKinney

### Trama
Matt ha il blocco dello scrittore: è infatti la mezzanotte di mercoledì e non ha ancora scritto nulla per lo spettacolo del venerdì. È in attesa di quello che chiama “il miracolo delle quattro del mattino”, vale a dire un avvenimento inspiegabile e straordinario che possa risolvere al meglio la situazione. Riceve la visita dell'affascinante avvocato Mary Tate. Lavora per la squadra di legali che difende lo studio nella causa contro Karen Salisbirk, autrice licenziata due anni prima da Studio 60 la quale sostiene che il tutto è successo perché è stata molestata sessualmente. Mary vuole farsi un'idea dell'ambiente di lavoro: ha già ricevuto l'ok da Jordan. Mary fa notare a Matt il calo di ascolti delle ultime settimane per lo show ed esplicitamente gli chiede: “È Harriet il motivo per cui non riesce a scrivere? E se lei scrive male calano gli ascolti? In ogni caso è un bel problema!” Simon parlando con Tom ammette di avere fatto sesso con Karen. Su consiglio di Tom, va a parlarne con Mary Tate. Scopre che si è confuso: si ricordava di Karen come una ragazza alta e rossa, mentre in realtà è bassa e bionda. Matt decide di testimoniare. Prima di andare, Mary Tate lascia a Matt un biglietto da visita, un modo molto esplicito per farsi invitare da lui ad uscire. Danny e Jordan sono alle prese con un bimbo simulato con diversi sensori che la ragazza ha acquistato per 600 dollari per allenarsi al futuro ruolo di mamma. Danny è perplesso ma scommette con Jordan 100 dollari su chi sia tra loro due il miglior genitore. Danny inizia ad allenarsi con il bambolotto che però poi malauguratamente affida a Tom e Danny. Quando infatti Cal mostra loro un modello di ghigliottina francese per uno sketch, utilizzano come modello di prova proprio il bambolotto, decapitandolo. Scoperto il danno, Danny ordina a Cal di far rimettere in sesto il bimbo simulato dagli esperti degli effetti speciali. Cal glielo riporta nuovo di zecca, ma quando Danny consegna il bambolotto a Jordan decantando le sue doti di ottimo padre, la testa del bambolotto salta. Danny racconta a Jordan la verità aggiungendo che sarà comunque un'ottima madre. Non ha bisogno di allenarsi con certi oggetti. Harriet è sul set del film che sta dirigendo Luke: la ragazza non riesce a girare una scena particolarmente complessa. Riceve una telefonata di Danny che le dice che Matt, senza di lei, non connette. Harriet, tra una ripresa e l'altra, confessa a Luke di avere avuto una litigata furibonda con Matt la sera dell'asta, quando poi ha cercato conforto da lui. Luke non la prende particolarmente bene, si sente usato ed attacca in modo offensivo Matt. Harriet lascia il set. Arrivata allo studio televisivo saluta Matt e gli dice che è disposto ad aiutarlo nella scrittura dello sketch. Quindi lo bacia fugacemente. “Il miracolo delle quattro del mattino” commenta Matt.
- Musiche:
- Lo show nello show:
- Riferimenti letterari, cinematografici e televisivi:

## Il grande disastro
- Titolo originale: The Disaster Show
- Diretto da: Thomas Schlamme
- Scritto da: Aaron Sorkin, Chad Gomez Creasey e Dara Resnik Creasey

### Trama
Lo studio è in subbuglio per lo sciopero del sindacato degli attrezzisti, irritati da un'infelice dichiarazione di Danny che ha affermato che sono facilmente rimpiazzabili. Purtroppo il cast di “Studio 60”, messo duramente alla prova, si rende conto di quanto gli attrezzisti siano fondamentali per la riuscita dello spettacolo. A condurre lo show è Allison Janney, terrorizzata perché non ha la completa conoscenza del copione. Inoltre lo sciopero degli attrezzisti coinvolge anche i ragazzi del gobbo. Per Allison è panico totale. Lo show si rivela un disastro completo tra effetti sonori sbagliati e/o fuori tempo, papere, dimenticanze, errori, gaffes ripetute. Cal cerca da dietro le quinte di tenere in piedi lo spettacolo, rassicurando una sempre più spiazzata e confusa Allison la quale, alla fine della trasmissione, pur esausta, deve ammettere che, nonostante tutti gli intoppi si è divertita. In fondo, come le dice tramite l'auricolare Cal, “è sempre meglio che lavorare in miniera”. La notizia di una bomba nello studio aumenta la tensione. La squadra artificieri si presenta con alcuni cani addestrati per rintracciare l'ordigno. Si scopre che la telefonata che ha avvisato della bomba è stata fatta dall'edificio da un ragazzo che assisteva alla prova generale e che poi ha dimenticato il cellulare allo studio. Quando il giovane, Robbie Wyatt, si presenta con un suo amico per ritirare il cellulare, viene prontamente fermato ed arrestato. Era tutto uno scherzo: Robbie e l'amico speravano di finire sui telegiornali e vedersi in Tv ma non è andata come nelle loro aspettative. Tom e Lucy hanno organizzato un viaggio alle Hawaii con Simon e Stefanie. Il problema è che Stefanie ha lasciato Simon. Il ragazzo decide di non rinunciare al week end ed invita una sua ex fiamma, Claire. Subito dopo però si rifà viva nel suo camerino proprio Stefanie che gli chiede scusa ed è pronta a partire con lui. Simon accetta. Quando però riferisce il tutto a Claire si prende uno schiaffo. Lucy, incontrata Stefanie, le dice inavvertitamente che Simon ha invitato alle Hawaii un'altra persona. Messo alle strette da Stefanie, Simon ammette e si prende un altro schiaffo. Harriet parla con Jenny di Matt, rassicurandola che ora può uscire con lui quando vuole. In realtà Jenny e gli altri attori del cast capiscono benissimo che la ragazza finge, provando ancora un forte sentimento per Matt.
- Musiche:
- Lo show nello show: Il presentatore ospite è Allison Janney, mentre l'ospite musicale è Macy Gray.
- Riferimenti letterari, cinematografici e televisivi: in questo episodio non compaiono i tre protagonisti Matthew Perry, Amanda Peet e Bradley Whitford.

## Edizione straordinaria
- Titolo originale: Breaking News
- Diretto da: Andrew Bernstein
- Scritto da: Aaron Sorkin

### Trama
Il calo di ascolti della trasmissione preoccupa Jack che sollecita Jordan affinché ne discuta con Danny. Jordan alza la voce con Danny, perché, a suo modo di vedere, negli ultimi tempi ci sono stati troppi sketch impresentabili che spiegano il minor gradimento del pubblico. Inoltre non ha apprezzato che l'ultima puntata dello show appena andata in onda sia stata aperta con il pezzo sulla guerra nonostante avesse dato fin dall'inizio un parere contrario. Harriet è in ansia: ha ricevuto una mail dai genitori di Tom, preoccupati perché da 48 ore non hanno notizie dell'altro figlio Marc, militare in Iraq. Su consiglio di Simon, Harriet inizialmente decide di non dire nulla a Tom, impegnato nello show. Ha però un brutto presentimento: la pattuglia di Marc infatti è fuori in missione. Suzanne ha scoperto che Matt ha iniziato a prendere delle pasticche per scrivere e glielo dice. Matt è imbarazzato, cerca vane giustificazioni parlando di una fase di depressione poi la rassicura sul fatto che ha smesso. L'avvocato Mary Tate fa presente a Matt che in merito alla causa intentata da Karen contro lo studio è stata avanzata una pesante richiesta di risarcimento. Un produttore infatti aveva telefonato a Matt chiedendo informazioni su Karen e Matt aveva detto che Karen era stata licenziata per scarso rendimento e perché rompiscatole. Ora rischia una denuncia per diffamazione. Danny corre da Matt e lo obbliga a consegnargli le pillole. Matt gli conferma che ha smesso: quelle pasticche non gli servivano per scrivere meglio, anzi. Jordan è preoccupata perché non sente dal mattino la piccola. Danny decide di accompagnarla al pronto soccorso. La televisione dà la notizia che alcuni soldati americani sono caduti in un'imboscata in Afghanistan e sono stati presi in ostaggio. Sono tre: tra loro c'è anche il fratello di Tom. Si prospetta una lunga notte, dopo la fine dello show del venerdì. “Il primo che mi parla di indici di ascolto lo prendo a calci!” commenta perentorio Matt.
- Musiche:
- Lo show nello show: Il presentatore ospite è Jenna Fischer, mentre l'ospite musicale è Gran Bel Fisher.
- Riferimenti letterari, cinematografici e televisivi:

## Rapimento e riscatto - Parte I
- Titolo originale: K&R - Part I
- Diretto da: Timothy Busfield
- Scritto da: Aaron Sorkin e Mark Goffman

### Trama
Jack vorrebbe bloccare la notizia che uno degli ostaggi dei talebani è il fratello di Tom ma non fa in tempo. L'avvocato Mary Tate parla a Matt della possibilità di pagare un forte riscatto per liberare il fratello di Tom. Il suo studio infatti lavora per una società che si occupa di rapimenti e riscatti in America Latina e in Afghanistan. Serviranno molti soldi: inizialmente parla di 1 milione di dollari, quando però si diffonde la notizia sull'identità dell'ostaggio, fratello di una celebrità televisiva, fa presente a Matt che la cifra potrebbe arrivare anche a 10 milioni di dollari. Matt e Mary parlano con Jack della possibilità di pagare un riscatto: Cal è molto scettico e dice di lasciar perdere, le possibilità di successo sono molto basse. Arriva allo studio il comandante dell'aviazione David Boyle per essere di conforto a Tom. Il rapporto tra i due però è teso anche perché il comandante deve garantire sull'operazione la più assoluta riservatezza. Attraverso un flashback si rivive una trasmissione dello show del 2001, subito dopo l'11 settembre, quando Wes è all'ospedale e lo spettacolo è tutto sulle spalle di Danny e Matt. I due insistono con Jack per rinviare lo spettacolo, date le drammatiche circostanze, ma Jack è irremovibile. Non vuole però battute su Bush e l'America, solo su Hollywood. Si rivivono così i conflitti che porteranno al licenziamento di Matt e Danny. Jordan ha la pressione altissima: la bimba ha il cordone ombelicale intorno al collo: per questo il battito è rallentato. Danny non lesina critiche al giovane dottore che sta seguendo Jordan. Intanto i due parlano del calo di ascolti dello show: Jordan fa presente a Danny che Matt, senza Harriet, non riesce a scrivere. Il medico riferisce che Jordan ha problemi di gestosi: occorre farla partorire con un cesareo, nonostante non sia ancora all'ottavo mese. Danny chiede a Jordan di sposarlo: “Qualunque cosa succeda voglio che questa sia la mia famiglia.” Regala a Jordan un anello con diamante da tre carati. La ragazza è commossa ed accetta felice. Peccato che l'anello sia troppo largo per il suo dito. Harriet prega sia per Jordan sia per il fratello di Tom. Matt la raggiunge. Si rivivono in flashback le continue e ripetute discussioni che negli anni i due hanno avuto riguardo alle loro diverse e spesso contrastanti posizioni sulla fede. Arriva la chiamata di Danny dall'ospedale. Matt e Harriet decidono di raggiungere l'amico. Prima di uscire dallo studio Matt si rivolge a Dio, forse per la prima volta: “Ti prego, dammi un segno!"
- Musiche:
- Lo show nello show:
- Riferimenti letterari, cinematografici e televisivi:

## Rapimento e riscatto - Parte II
- Titolo originale: K&R - Part II
- Diretto da: Dave Chameides
- Scritto da: Aaron Sorkin, Jack Gutowitz e Ian Reichbach

### Trama
La bimba di Jordan nasce prematura ed è in terapia intensiva. Pesa 2,8 kg. All'ospedale arrivano Matt e Harriet. Danny dice loro che ha chiesto a Jordan di sposarlo. “Sei fidanzato e hai anche una bambina. E pensare che tutto questo è successo in un'ora!” commenta ironica Harriet. Purtroppo Jordan ha un'emorragia interna che i medici fanno fatica a fermare, dovuta a complicazioni post operatorie. Inoltre non viene permesso a Danny di vedere la bambina, perché non ha il braccialetto identificativo. Matt torna agli studi televisivi mentre Harriet resta all'ospedale con Danny. Matt aggiorna sulla situazione critica di Jordan e informa che è nata la bambina. L'avvocato Mary Tate dice a Matt che Danny non dovrebbe vedere la piccola, perché se dovesse succedere qualcosa a Jordan, un anello di fidanzamento, per quanto prezioso, non gli darebbe alcuna garanzia. La stampa, dopo aver saputo che tra gli ostaggi dei talebani c'è anche il fratello di Tom, si accalca davanti agli studi televisivi. Il rapporto tra Tom e il comandante Boyle è sempre piuttosto difficile, causa la diffidenza di Tom verso il militare. Tom vede in televisione l'intervista ad un suo ex collega che parla dei frequenti contrasti che Tom avrebbe avuto con il fratello. Il ragazzo si irrita per la manifesta menzogna e pretende l'immediata smentita. Simon, per aiutarlo, convoca un suo amico giornalista per dire la verità. Peccato che all'appuntamento sia presente tutta la stampa. Quando uno dei giornalisti chiede provocatoriamente se non sia tutta una manovra per alzare gli ascolti in ribasso della trasmissione, Simon va in escandescenze e si lascia andare ad una scenata isterica ripresa in diretta televisiva.
- Musiche:
- Lo show nello show:
- Riferimenti letterari, cinematografici e televisivi:

## Rapimento e riscatto - Parte III
- Titolo originale: K&R - Part III
- Diretto da: Timothy Busfield
- Scritto da: Aaron Sorkin e Mark McKinney

### Trama
2:45 Jack chiede a Simon di scusarsi pubblicamente per le sue dichiarazioni in diretta tv dalle quali emerge quasi come un simpatizzante dei terroristi, limitando in questo modo i danni, prima che esplodano completamente il lunedì. Simon però non ci sta e Jack minaccia di licenziarlo. Simon rimane irremovibile perché hanno fatto del rapimento del fratello di Tom un fenomeno da baraccone e sottolinea: “Ci sono delle situazioni in cui è necessario essere scortesi!” Jack è d'accordo con le sue posizioni, ma guarda anche all'interesse della trasmissione: non vuole perdere importanti introiti pubblicitari. Sono doverose le scuse. Jack parla con Matt e gli chiede di convincere Simon a ritrattare quanto detto poche ore prima. Attraverso diversi flashback si ritorna alla trasmissione del 2001 che portò al licenziamento di Matt e Danny. Anche a quell'epoca Jack insisteva con Matt affinché si scusasse pubblicamente per uno sketch che ironizzava sul patriottismo americano, subito dopo la tragedia dell'11 settembre. La NBS infatti non doveva passare per antiamericana. Anche Harriet aveva invitato Matt a tagliare il pezzo che, andando in onda, sarebbe stato come una bomba pronta ad esplodere. Non era stata ascoltata. La situazione di Jordan è sempre più critica a causa di un'infezione batterica post operatoria. Mary Tate riferisce a Matt che sarebbe opportuno consigliare a Danny di farsi nominare da Jordan tutore della figlia, se non vuole perderla. Matt le chiede di preparare i documenti necessari per l'operazione. Si discute sulla possibilità di pagare il riscatto per il fratello di Tom. Lo stesso Tom viene messo a conoscenza della possibilità: la percentuale di successo è del 50%. Tom però preferisce non interferire con l'azione dei militari.
- Musiche:
- Lo show nello show:
- Riferimenti letterari, cinematografici e televisivi:

## La notte più lunga
- Titolo originale: What Kind of Day Has It Been
- Diretto da: Bradley Whitford
- Scritto da: Aaron Sorkin

### Trama
3:55 Matt va all'ospedale a trovare Danny. L'uomo finalmente ha avuto il permesso di vedere la bambina che ora contempla pieno di orgoglio. Matt parla a Danny della proposta di Mary Tate per diventare tutore legale della piccola. Danny inizialmente rifiuta ed invita Matt a tornare al lavoro. Poi però si domanda se Jordan, pur essendo sotto anestesia, possa firmare in modo valido i documenti che lo nominerebbero tutore. Danny parla quindi con Harriet e le riferisce che Matt, dopo la loro rottura, ha iniziato a prendere dei calmanti ed altre pillole. Lei è l'unica donna che ama. Nel frattempo arrivano i documenti per la nomina a tutore da far firmare a Jordan. Il medico informa Danny che Jordan è ormai fuori pericolo. Danny porta a Jordan la sua bambina. La mamma può finalmente abbracciare la piccola. Danny restituisce a Jordan l'anello di fidanzamento che le aveva sfilato prima del parto. Jordan, molto previdente, invece aveva già fatto preparare le carte per l'adozione da far firmare a Danny: “Allora, cosa ne dici? Ti va di essere suo padre?” Danny firma felice i documenti. Decidono di chiamare la bambina Rebecca. Jack ripensa alla situazione capitata 5 anni prima quando Wes era disposto a scusarsi in conferenza stampa per lo sketch andato in onda che ironizzava sul patriottismo americano. Matt era fortemente contrario e, vista la fermezza di Jack che aveva comunque avallato la messa in onda del pezzo, aveva deciso di andare via. Danny lo aveva seguito per solidarietà con l'amico. Jack, scottato da quanto accaduto in passato e desideroso che non si ripeta più la medesima situazione, parla con Simon e gli dice che non pensava le cose dure che gli ha detto. Non è necessario che si scusi. Simon, sentite quelle parole, pare soddisfatto e decide di scusarsi pubblicamente. Il comandante Boyle cerca di convincere Tom a non scendere a trattative con i terroristi. Poco dopo viene data la notizia che i tre ostaggi sono stati liberati. Tom può parlare telefonicamente con suo fratello. Lo studio festeggia. Matt commenta: “Dio ti ringrazio!” Viene sentito da Harriet, tornata allo studio. Harriet gli chiede se è vero che ha iniziato a prendere pasticche. Matt non può che ammettere. Harriet apprezza la sua sincerità ma lo schiaffeggia bonariamente perché non glielo ha detto. Si baciano. Arriva anche Danny che informa sulle buone condizioni di Jordan e Rebecca. La notizia che Matt e Harriet sono tornati insieme viene data a tutto lo staff che finalmente può tornare a casa dopo una lunga notte. Lunedì infatti si deve tornare al lavoro per migliorare lo show. Danny e Matt si salutano calorosamente riconoscendo il reciproco e sincero affetto che l'uno prova per l'altro. Matt sale nel suo ufficio. Il display indica come al solito il tempo che manca per la nuova puntata di “Studio 60”. Matt ha ritrovato fiducia in sé stesso. Ora si può davvero ricominciare alla grande.
- Musiche:
- Lo show nello show:
- Riferimenti letterari, cinematografici e televisivi: